# Baldurek pręgowany
Baldurek pręgowany, pętlak czteropaskowy (Leptura quadrifasciata) – gatunek chrząszcza z rodziny kózkowatych i podrodziny zmorsznikowych (Lepturinae).

## Opis
Długość ciała 11–19 mm. Pokrywy czarne z czterema poprzecznymi, żółtymi lub pomarańczowymi przepaskami. Przednie i tylne brzegi przedplecza opatrzone niegęstym żółtym owłosieniem. Odnóża i nasadowe człony czułków czarne. Duża zmienność, szczególnie we wzorze pokryw, przez co opisano kilkadziesiąt odmian.

## Biologia i ekologia
Zamieszkuje wilgotne siedliska starych lasów liściastych i okolic wód, zarówno na nizinach, jak i w górach. Dorosłe aktywne są od czerwca do sierpnia. Odżywiają się pyłkiem kwiatów, szczególnie baldaszkowatych i różowatych. Jaja składane są do martwego drewna: zarówno pni i pniaków, jak i leżaniny. Cykl życiowy trwa minimum trzy lata. Larwy są ksylofagami, a do ich roślin pokarmowych należą: brzozy, olchy, topole (w tym osika), wierzby, jarzęby, buk, lipy oraz leszczyny. Żerują w wilgotnym drewnie, w którym drążą podłużne chodniki. Kolebkę poczwarkową sporządzają zwykle po trzecim zimowaniu w czerwcu.

## Rozprzestrzenienie
Gatunek północnopalearktyczny. Rozsiedlony od północnej, środkowej i południowo-wschodniej Europy przez Syberię po Mongolię, Chiny, Koreę, Japonię i Sachalin.
W Polsce w całym kraju.